# Marie-Antoinette de Miollis
Pour les autres membres de la famille, voir Famille de Miollis.
Œuvres principales
émission enfantine radiophonique L'Heure de Tante Marinette sur Radio-Paris
Marie-Antoinette de Miollis (Lyon, 7 octobre 1894 - Paris, 28 septembre 1971) est un écrivain français de romans pour la jeunesse et de romans sentimentaux. Elle est l'auteur d'un roman policier sous le nom de Claude Rozelle

## Sous le nom de Marie-Antoinette de Miollis
- L'année des enfants, composition pour piano de Georges Aubanel, paroles de Marie-Antoinette de Miollis, 1935[2]
- Ne souris pas de mon amour (Alla my lejos), tango, musique de Julio Falcon et Luis Mandarino, disque Gramophone, 1935[3]
- Chanson havanaise, valse hawaïenne, musique d'Antonio Santacana, arrangements Maurice Gracey pour orchestre avec piano conducteur, 1937
- Barbe-Bleue, conte musical d'après Charles Perrault sur Radio-Paris, Émission de Tante Marinette, 1940
- Dans la vieille armoire, parole de Suzette Desty, musique Marie-Antoinette de Miollis, 1943
- Fille de pilote : feuilleton radiophonique sur France II-Régionale en 13 épisodes (diffusion du premier épisode le 5 févier 1959)[4]

(liste exhaustive)
- 1935 : L'année des enfants, musique de Georges Aubanel, Éditions Henry Lemoine et fils
- 1935 : Ne souris pas de mon amour (Alla my lejos), tango, musique de Julio Falcon et Luis Mandarino, Éditions Raoul Breton
- 1937 : Chanson havanaise, valse hawaïenne, musique d'Antonio Santacana, arrangements Maurice Gracey, Éditions Smyth
- 1938 : Le Bon Oncle Maurice — illustrations de Henry Fournier, coll. : Collection du petit monde, Hachette
- 1940 : Barbe-Bleue, conte musical d'après Charles Perrault sur Radio-Paris, Émission de Tante Marinette en deux fascicules. Fascicule A : Barbe -Bleue; fascicule B : texte de l'émission
- 1942 : Catastrophe et Papillon — ill. R. Moritz, Paris : Maison de la Bonne Presse
- 1943 : Flora la diablesse — ill. Manon Iessel, Paris, Maison de la Bonne Presse
- 1944 : À l'hôtel de l'Ours blanc — ill. A. Clergeau, coll. : Bibliothèque de tante Marinette ; Paris, Magnard
- 1944 : Gita la petite bohémienne — ill. A. Clergeau, coll. : Bibliothèque de tante Marinette, Paris, Magnard
- 1944 : Tête de mule — ill. Manon Iessel, coll. : Bibliothèque de tante Marinette, Magnard
- 1945 : En route ! — ill. Manon Iessel, coll. : Bibliothèque de tante Marinette, Magnard
- 1946 : Le Théâtre bleu — ill. Pierre Lavarenne, coll. : Bibliothèque de Tante Marinette, Magnard
- 1947 : Le Droit Chemin — coll. : La Frégate, no 11, Paris : Maison de la bonne presse
- 1947 : Le Berger du Val d'Or — coll. : Bibliothèque de Tante Marinette, Magnard
- 1947 : Les Sauvageonnes — ill. Mlle H. Coquet, coll. : Bibliothèque de Tante Marinette, Magnard
- 1948 : Abdallah : le petit Africain — ill. Manon Iessel, Paris : Bonne presse
- 1948 : Les Écoliers de Villemer — ill. Liliane de Christen, coll. : Bibliothèque de Tante Marinette, Magnard
- 1948 : Les cloches de Pâques, Ma poupée, La petite modiste, Les souliers de Noël, chansons (paroles et musique) publiées dans Lisette les 28 mars (no 13), 25 avril (no 17), 26 septembre (no 39), 26 décembre (no 52)
- 1950 : Une famille à l'envers — ill. M. de La Pintière, coll. : Bibliothèque de Tante Marinette, Magnard
- 1950 : Le Petit Rossignol — ill. H. Le Monnier ; publication en feuilleton dans  Lisette, du 2 avril (no 14) au 18 juin (no 25)
- 1950 : L'Éléphant (paroles et musique), chanson publiée dans Lisette (no 38) le 17 septembre
- 1951 : Rosine et le printemps — ill. P. Lagosse, coll. : Bibliothèque de Tante Marinette, Magnard[5]
- 1951 : Histoire de trois petits artistes (Théâtre bleu) — coll. : Bibliothèque de Tante Marinette, Magnard
- 1951 : Maison à vendre — ill. P. Lagosse, coll. : Bibliothèque de Tante Marinette, Magnard
- 1952 : Le Théâtre des moins de 15 ans : 16 saynètes faciles pour enfants de 8 à 14 ans — Paris : Librairie Théâtrale Billaudot. Rééd. : Éditions de l'Amicale, Librairie théâtrale, 1966, 1978[6]
- 1953 : L'Enfant du Pays vert —  ill. Philippe Ledoux, coll. : Bibliothèque rose illustrée, Hachette
- 1954 : La Maison au bord du lac — ill. Philippe Ledoux, coll. : Bibliothèque rose, Hachette
- 1955 : La Rescapée des Kerguelen — ill. Albert Chazelle, coll. : Bibliothèque verte, Hachette
- 1957 : Les Filles du planteur — ill. Albert Chazelle, coll. : Bibliothèque verte, Hachette
- 1958 : Violetta — ill. Albert Chazelle, coll. : Bibliothèque verte no 35, Hachette
- 1958 : Taro-San, le montreur d'images — ill. Simone Deleuil, coll. : Fantasia, Magnard
- 1958 : Fille de la route — coll. : Delphine. Vie en fleur no 68, Paris : Société européenne d'éditions familiales
- 1958 : Chantalou coll. : Tourterelle no 61, Lyon : Jacquier; réédition : coll. : Bibliothèque Pervenche, Paris : J. Tallandier : prix Max du Veuzit, 1962[7]
- 1959 : La robe de satin rouge— coll. : Delphine. Vie en fleur no 79, Paris : Société européenne d'éditions familiales
- 1960 : Cœurs en déroute— coll. : Delphine. Vie en fleur no 92, Paris : Société européenne d'éditions familiales
- 1960 : Un compagnon de La Fayette (en collaboration avec le général de Miollis — coll. : Figures méconnues, Paris : Éditions Beauchesne
- 1960 : Fille de pilote — ill. Vanni Tealdi, collection Spirale no 32, Éditions G. P.
- 1961 : Chez nous, l'amour — coll. : Bibliothèque pervenche no 218, éd. J. Tallandier
- 1961 : Échec et mat— coll. : Delphine. Vie en fleur no 101, Paris : Société européenne d'éditions familiales
- 1962 : Fragile amour— coll. : Delphine. Vie en fleur no 116, Paris : Société européenne d'éditions familiales
- 1962 : L'Edelweiss — coll. : Mirabelle no 141, Lyon : Éditions des Remparts
- 1962 : Le Secret du manoir rouge, collection à la Belle Hélène, Paris, imprimerie SEG; réédition
- 1962 : Pour toujours ! — coll. : Rêves bleus no 42, Lyon : Éditions des Remparts
- 1963 : L'Armoire d'acajou — coll. : Rêves bleus no 60, Éditions des Remparts
- 1963 : Tout nous sépare et je l'aime — coll. : Mirabelle no 148, Lyon : Éditions des Remparts
- 1963 : Nuage sur un amour — coll. : Mirabelle no 160, Lyon : Éditions des Remparts
- 1963 : Coup de foudre— coll. : Delphine. Vie en fleur no 124, Paris : Société européenne d'éditions familiales
- 1964 : Revenez mon amour— coll. : Rêves bleus no 98, Lyon : Éditions des Remparts
- 1964 : Un cœur comme les autres— coll. : Mirabelle no 178, Lyon : Éditions des Remparts
- 196? : Marytonia — ill. Vanni Tealdi, coll. : Rêves bleus no 107, Lyon : Éditions des Remparts
- 196? : Haruko-San— coll. : Rêves bleus no 110, Lyon : Éditions des Remparts
- 1968 : L'Oiseau de l'amour — Paris : J. Tallandier; réédition : Paris : Le Cercle romanesque, 1968
- 1969 : Le Serment oublié — coll. : Mirabelle no 219, Lyon : Éditions des Remparts
- 1971 : Mary-Cottage — coll. : Mirabelle no 225, Lyon : Éditions des Remparts
- 1972 : Les Demoiselles de Maison-Basse — coll. : À la belle Hélène no 25, Paris : Éditions France-Empire; réédition : Club du roman féminin, 1972
- 1974 : Le Chevalier à la rose— coll. : Jasmine no 20, Lyon : Éditions des Remparts
- s.d. : La chanson des mamans, Paris, Éditions Billaudot
- s.d. : Évocation, Paroles et musique M.-A. de Miollis, Beaulieu-sur-mer, Éditions Georges Abbiate

## Sous le pseudonyme de Claude Rozelle
- 1956 : Le Don secret— coll. : Le Livre favori no 1204, Paris : Éditions Ferenczi
- 1959 : Encore un de parti, comédie-bouffe— coll. : Librairie théatrale, Paris : Éditions Billaudot
- 1959 : Le pavillon des Trembles— coll. : Delphine. Vie en fleur no 84, Paris : Société européenne d'éditions familiales
- 1960 : Le Rendez-vous du chemin vert— coll. : Arcanes no 3, Paris : Éditions Mignard